# O osso cantador
O osso cantador (em alemão: Der singende Knochen) ou O osso cantor é um conto de fadas alemão compilado pelos Irmãos Grimm. É o conto número 28 (KHM 28). Conta uma história de "crime e castigo": um assassinato entre irmãos denunciado anos depois por um osso "cantador". Enquadra-se no Tipo 780 do Sistema Aarne-Thompson-Uther de classificação de contos folclóricos. A cantata Das klagende Lied (A Canção Queixosa) do compositor austríaco Gustav Mahler baseia-se em parte nesta história.

## Origem
Graham Anderson identificou a história grega de Meleagro e o javali calidônio como uma possível antiga variante desta história, observando que ambas as histórias envolvem um homem que fere um javali, assassina um parente e é morto quando este fato é descoberto. Além disso, nas duas histórias, o destino do assassino é ocasionado por "um objeto oculto, semelhante a uma vareta, cujo efeito o criminoso ignora".

## História
Um javali anda causando estragos no país e o rei promete que quem o matar ganhará a mão da princesa. Dois irmãos partem para ganhar a recompensa. O mais jovem, ingênuo e inocente, depara com um homenzinho que lhe entrega uma lança, e com ela mata a fera. O irmão mais velho, astuto e perspicaz, assassina o irmão mais novo, sepulta-o sob uma ponte e leva o javali morto até o rei, recebendo a princesa em casamento. "Mas como nada permanece oculto aos olhos de Deus, este ato cruel também havia de ser esclarecido." 
Anos depois, um pastor, passando pela ponte, encontra um osso "branco como a neve" e resolve transformá-lo num bocal para sua flauta. Mas ao soprar a flauta pela primeira vez, o osso põe-se a cantar:
“Ah, meu amigo, cujo osso estais soprando!

Há muito tempo ao lado das águas enterrado estou;

Pois o meu irmão me matou por causa do javali,

E o rei, a jovem filha a ele consagrou.”
Ele leva a flauta ao rei, e em sua presença ela volta a cantar. O rei manda que o local seja escavado, e o esqueleto do irmão mais novo é encontrado. O irmão mais velho é condenado à morte, e a ossada recebe uma sepultura digna no cemitério.